# Châtillon-en-Diois
 Châtillon-en-Diois  là một xã thuộc tỉnh Drôme trong vùng Auvergne-Rhône-Alpes đông nam nước Pháp. Xã Châtillon-en-Diois nằm ở khu vực có độ cao từ 514-2034 mét trên mực nước biển.

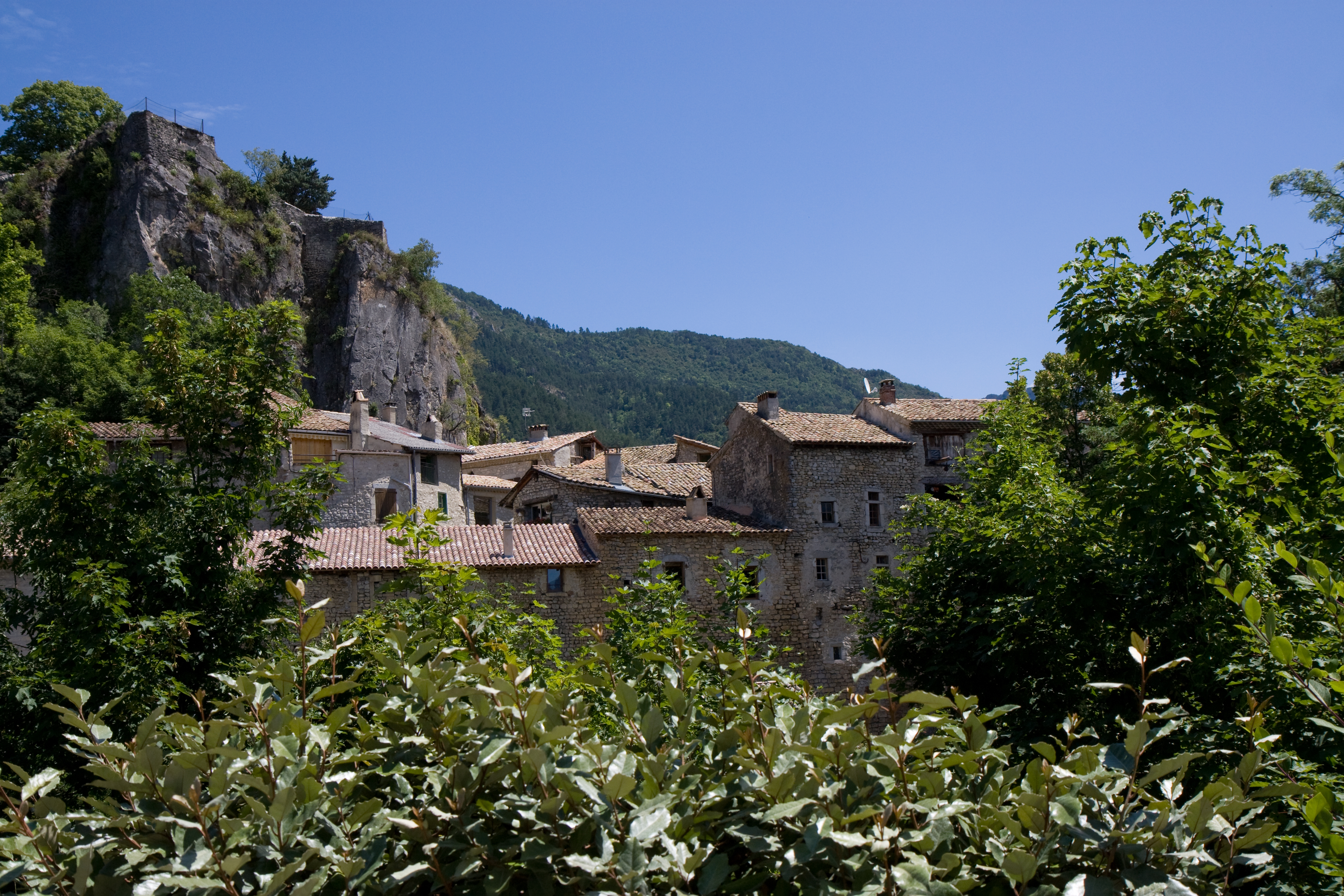
Chatillôn-en-Diois